# Древневосточные церкви в Ираке

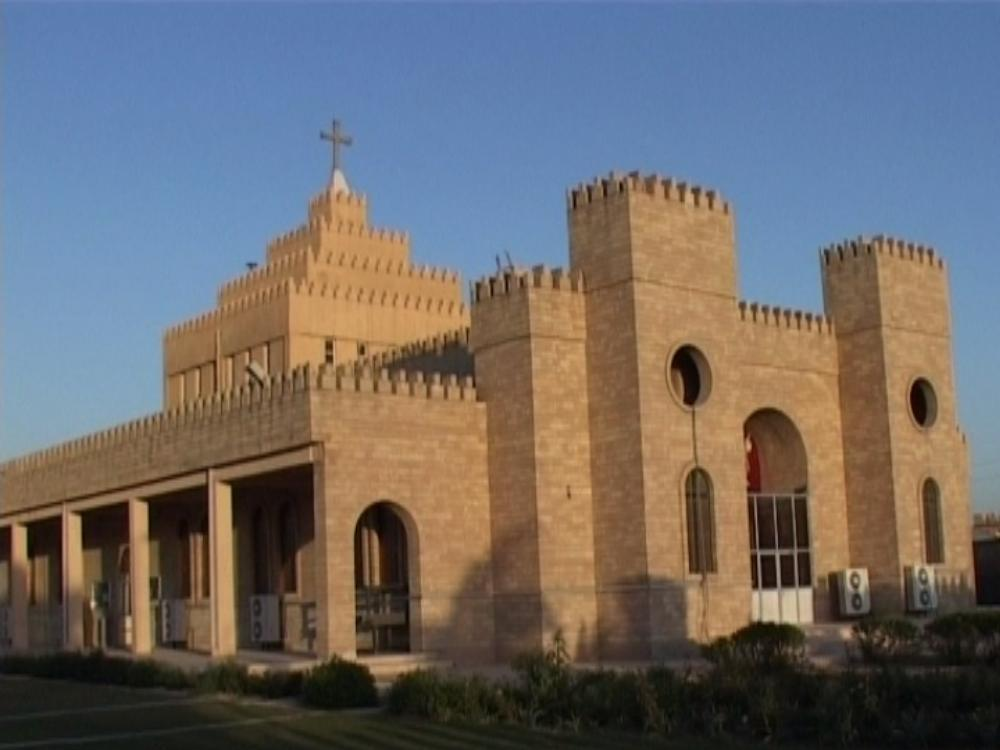
Халдейский кафедральный собор Святого Иосифа в Анкаве

Древневосточные церкви в Ираке — христианские деноминации в стране. Наибольшее число христиан в Ираке являются ассирийцами. Помимо ассирийцев, древневосточное христианство исповедуют арабы-христиане и армяне Ирака. Большинство их принадлежат к Древневосточным церквям.

## История

### Появление христианства в Ираке

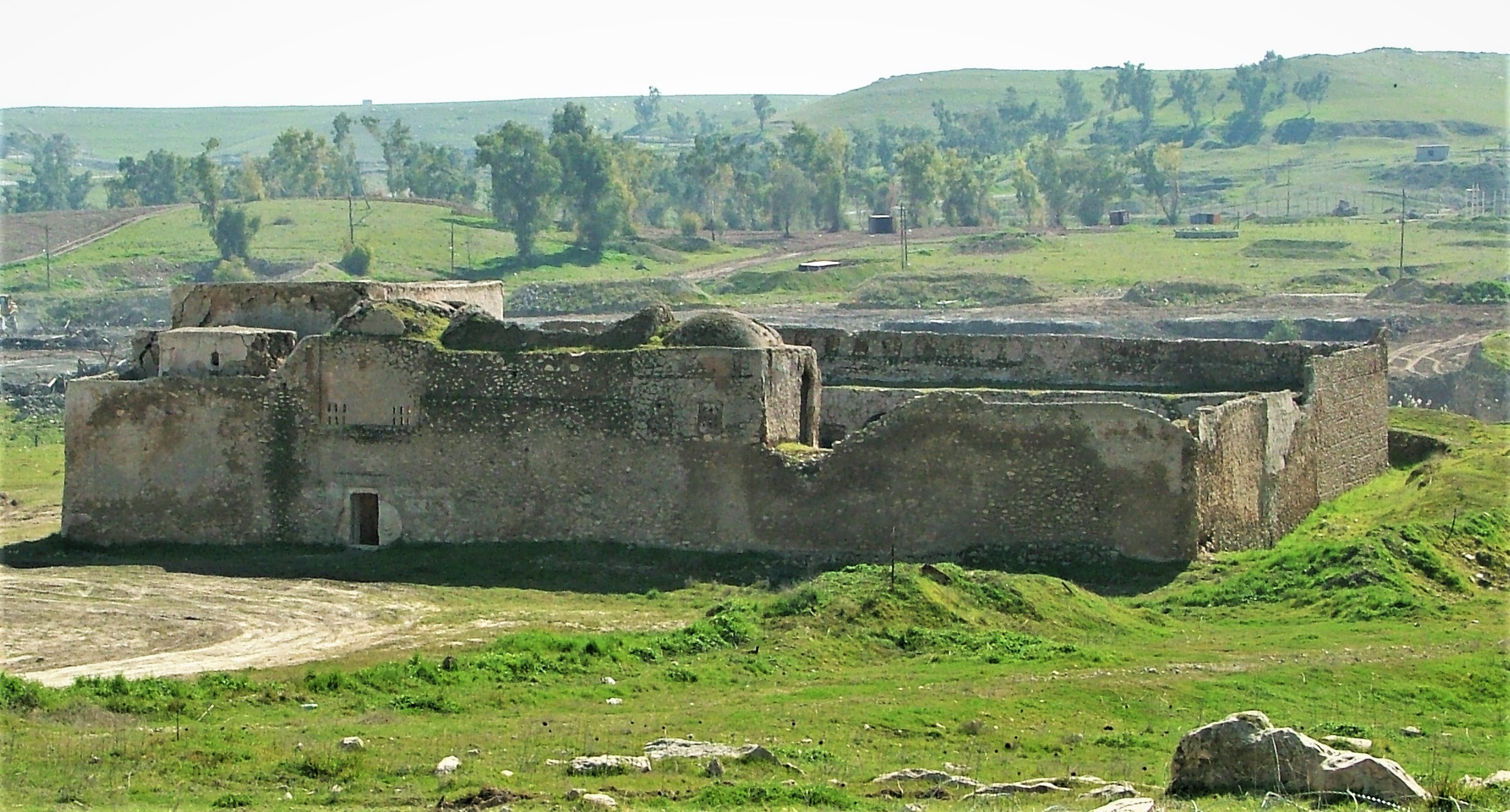
Руины монастыря святого Илии, 595 г., возле Мосула, Ирак

Христианство на территории нынешнего Ирака появилось в I веке. Согласно христианскому преданию здесь проповедовал апостол Фома. Ассирийская христианская община является одной из старейших в мире. Коренные ассирийцы приняли христианство в первом веке нашей эры. Самые ранние археологические доказательства пребывания христиан в Месопотамии датируются первыми десятилетиями II века. В III веке церковь в Месопотамии потеряла связь со вселенским христианством и стала развиваться самостоятельно. В IV веке в Месопотамии состоялся первый поместный Собор. Христиане в Месопотамии в основном селились и жили в Багдаде, Киркуке, Мосуле и Басре.

### Средние века
Ассирия стала центром христианства восточного обряда в Месопотамии с первого века нашей эры до Средневековья. Глава сирийских христиан в Месопотамии носил титул мафриан, который был принят в 629 году, дабы отличать миафизитских иерархов от несторианских.
В 991 году его престол перенесен в Тикрит, с 1089 по 1112 год пребывал в Мосуле, и после разрушения Тикрита в 1156 году окончательно перенесен в Мосул, в монастырь Мор Маттай. С появлением мафрианата в Турабдине, мафрианы Востока стали называть себя мафрианами Мосула (дабы отличаться от турабдинских) и стали всегда добавлять в начало имени «Базелиос». В 1860 году престол мафриана Востока (Мосула) был упразднён.
В первые века после арабского завоевания, христианские учёные и врачи играли важную роль в Месопотамии, однако, с конца XIII века до начала XVI века христиане нередко подвергались преследованиям и массовым убийствам.

### Новейшая история

Праздник в сирийской обители в Мосуле. Начало XX века

Число православных христиан увеличилось в начале XX века. Некоторое число армян-христиан бежали в Месопотамию, спасаясь от геноцида, осуществленного властями Османской империи в годы Первой мировой войны.
В 1932 году иракские военные осуществили масштабные массовые убийства христиан-ассирийцев в Сумайиле. До войны в Персидском заливе в 1991 году, христиане не подвергались преследованию.
В 1964 году часть духовенства Ассирийской церкви Востока оказалась настроена против принятия григорианского календаря. Вызывали неодобрение обычай наследования патриаршества и расположение патриаршей резиденции за границей. Главой оппозиции стал ассирийский митрополит Индии Мар Фома Дармо. В 1968 году он прибыл из Индии в Багдад и рукоположил трех епископов. На собранном после этого соборе они избрали его новым патриархом. Себя раскольники назвали Древняя Ассирийская церковь Востока. После смерти Map Фома Дармо его сменил Мар Аддай II.
Режим Саддама Хусейна не допускал проявлений антихристианского насилия. В связи с войной в Ираке значительное число православного населения бежало из Ирака. В центральном и южном Ираке православные женщины не осмеливаются появляться на улице без чадры. В иракском Курдистане положение православных христиан является наиболее безопасным на территории страны.
Территория Ирака входит в состав Багдадско-Кувейтской митрополии Антиохийской Православной Церкви. В Багдаде находятся резиденции архиепископа сирийской православной церкви, митрополита ассирийской церкви Востока и епископа Армянской Апостольской церкви.

#### Преследование православия в современном Ираке
В 2003 году после вторжения в Ирак акты насилия против христиан стали регулярными. Появились сообщения о похищениях, пытках, взрывах и убийствах. Некоторые христиане были вынуждены принять ислам под угрозой смерти или изгнания, а женщины были вынуждены носить исламскую одежду. В ноябре 2004 года в Багдаде была взорвана православная церковь.
30 июля 2006 года группой неизвестных в городе Баакуба была взорвана гробница ветхозаветного пророка Даниила. В результате взрыва гробница была полностью уничтожена.
9 октября 2006 года в Мосуле был убит священнослужитель Сирийской православной церкви Павел Эскандер. Неизвестные похитители священника потребовали за его освобождение огромный выкуп и в результате убили.
14 августа 2011 года в Киркуке возле православного храма Ефрема прогремел взрыв. Храму был причинён значительный ущерб. Была разрушена большая часть храма, в том числе задет и алтарь.

## Христианские церкви на территории Ирака
- Ассирийская церковь Востока

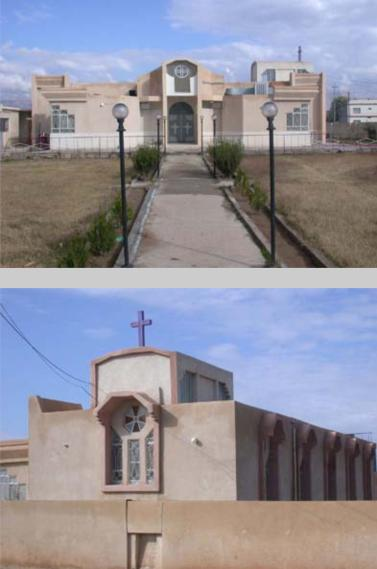
Ассирийская церковь в Иракском Курдистане

- Сиро-яковитская православная церковь
- Армянская апостольская церковь
- Древняя Ассирийская церковь Востока

## Численность
По данным Международной православной благотворительной службы IOCC, в Ираке проживает около 140 000 членов православных и нехалкидонских Церквей, которые принадлежат к Антиохийскому патриархату, Ассирийской церкви Востока, Сиро-яковитской и Армянской апостольской церквам. Также в Багдаде находится резиденция патриарха раскольнической Древней Ассирийской церкви Востока, основанной в 1964 году. Также в Ираке существует небольшие греческие православные общины. Христиане всех деноминаций составляют около 3 % от 24-миллионного населения Ирака. Хотя ещё в 2003 году христианская община насчитывала около 1 500 000 человек, что составляло около 5 % от населения страны.
По данным Всемирной христианской энциклопедии, опубликованным в 1998 году к Ассирийской церкви Востока принадлежат 58 000 иракцев. В 1990-е последователями древней Ассирийской церкви Востока являлись около 23 000 человек в стране. До начала войны в Ираке насчитывалось 45 000 последователей Сирийской православной церкви. Помимо этого в середине 1990-х годов в стране насчитывалось 8 000 членов Маланкарской православной церкви (выходцев из Индии), 1800 коптских православных и около 2000 приверженцев Антиохийской церкви. Число последователей Армянской Апостольской церкви оценивалось от 20 000 до 50 000 человек.
После начала иракской войны половина христианского населения покинуло страну. Около 330 000 христиан бежало в Сирию, меньшее количество переселилось в Иорданию. Некоторые бежали в иракский Курдистан на севере Ирака. Помимо эмиграции, количество иракских православных также сокращается за счёт более низких показателей рождаемости и более высокой смертности, чем у их мусульманских соотечественников. Кроме того, с момента вторжения в Ирак, христиане стали мишенью для радикальных исламских организаций.